# دونا إينيس
دونا إينيس بلدية في ولاية بارايبا في المنطقة الشمالية الشرقية من البرازيل.